# 同斜脊
同斜脊（英語：Homoclinal ridge）或走向山脊是一種由同斜層造成的不對稱的山丘或山脊。傾斜緩的是後坡，陡的是前坡。後坡一般具有中等坡度（10° 至 30°），與地層傾角一致。前坡是懸崖，出露一序列的同斜地層。若後坡坡度增加，就形成對稱的山丘或山脊,例如豬背嶺 
。 

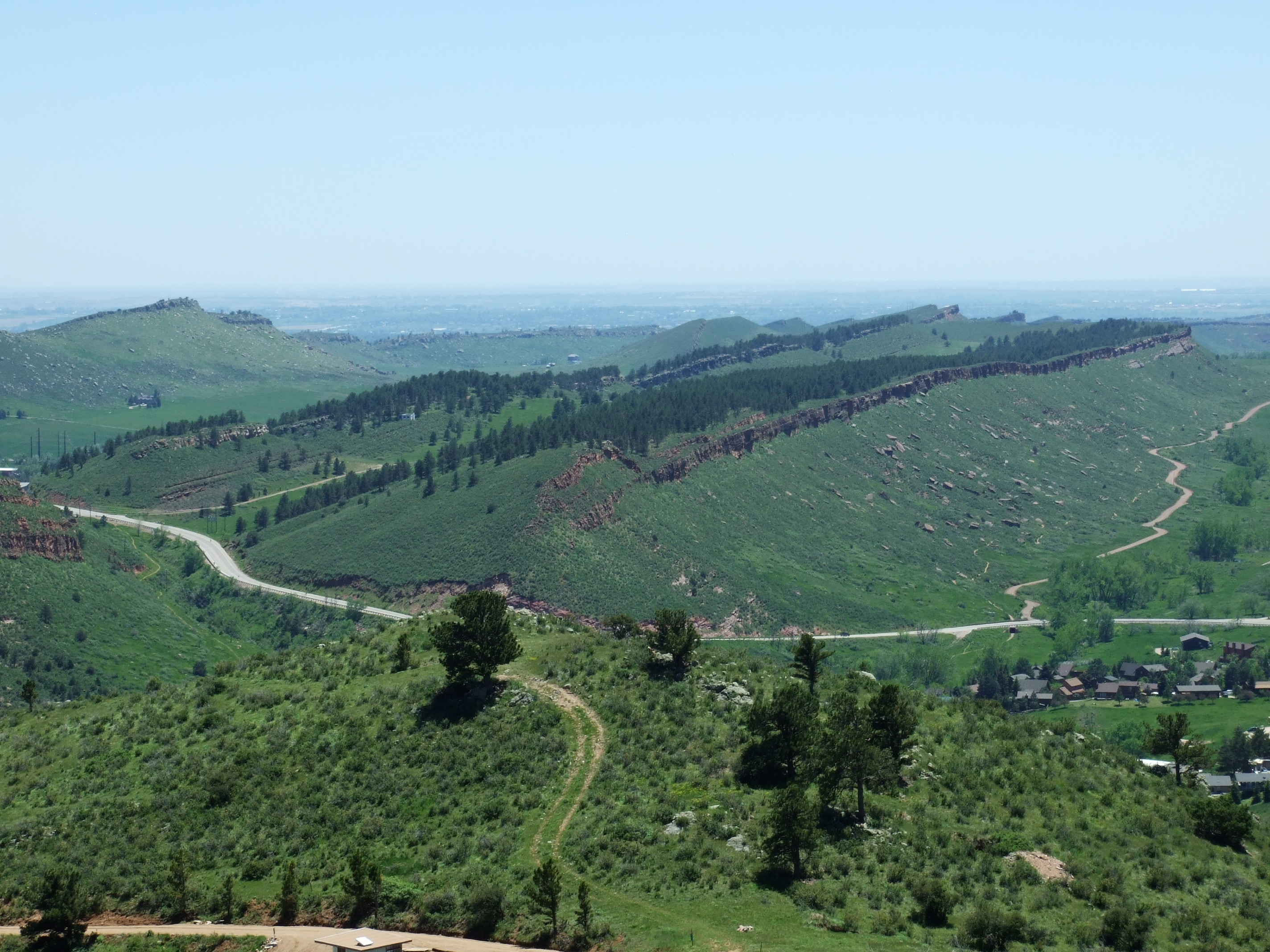
美國科羅拉多州柯林斯堡西南同斜山脊的懸崖。遠處的山脊是達科他砂岩。照片中央的突出山脊是里昂和英格爾賽德地層的砂岩

同斜脊事實上是傾斜地層的區域性的露頭，地層多爲由交替互層的堅硬（即砂岩和石灰岩）和鬆散（即頁岩、泥岩和泥灰岩）的地層的組成。抗侵蝕的堅硬岩層的表面形成了同斜脊的後坡（即傾斜坡）。後坡的對面是前坡，是被侵蝕及垮塌造成的懸崖陡坡。前坡切割部分地層而形成層理剖面。由於同斜脊是由低傾角的地層組成，景觀的水平變化易於被侵蝕而改變.由於同斜脊的坡度與其下方的沉積地層的傾角方向相同，因此該層理的傾角 (Ө) 可以通過 v/h= tan(Ө) 計算，其中 v 等於垂直距離，h等於垂直於床層走向的水平距離。
單面山、同斜脊和豬背嶺組成一個連續漸變的地貌。這些地貌的不同之處僅在於其前後坡傾斜度的相對差異。一般來說，同斜脊或走向脊其傾角在 10° 和 30° 之間。傾角大於40° 則形成對稱的豬背嶺。因為地貌是漸變的，所以用傾角來區分是任意的，並且在文獻中可能會有不同的定義  。